# Flash (chanson de Stéphanie de Monaco)
Pistes de Besoin
Le Sega Mauricien (Remix) How Can It Be
Flash est le single de la chanteuse et princesse monégasque Stéphanie sorti en octobre 1986 en France. C'est le deuxième single de l'album Besoin, sa face B est la chanson Le sega mauricien.
En quatorzième position sur l'album, la chanson a figuré également en version anglaise avec pour titre One Love To Give, elle s'est classée en première position en Suède et en dixième position en Allemagne. Par ailleurs, le groupe estonien Regatt a utilisé la mélodie de Flash pour sa chanson Üks Pilk, sortie en 2017.

## Supports
- 45 Tours single

A. "Flash" - 4:20
B. "Le sega mauricien" - 4:30
- Maxi 45 Tours single

A. "Flash" (Remix) - 7:50
B. "Le sega mauricien" (Remix) - 4:25

## Positions dans lescharts
- France[3] : classé du 18 octobre 1986 au 24 janvier 1987, soit pendant 15 semaines dans le Top 50. Meilleur classement hebdomadaire : 4 (x 2).

| Semaine    | 1  | 2  | 3  | 4  | 5  | 6  | 7  | 8  | 9  | 10  | 11  | 12  | 13  | 14  | 15  |
| ---------- | -- | -- | -- | -- | -- | -- | -- | -- | -- | --- | --- | --- | --- | --- | --- |
| Classement | 6e | 5e | 6e | 4e | 4e | 5e | 7e | 7e | 8e | 11e | 16e | 16e | 25e | 29e | 44e |

- Suisse[3],[4] : classé le 26 octobre 1986, soit pendant 1 semaine. Meilleur classement hebdomadaire : 28.

| Semaine    | 1   |
| ---------- | --- |
| Classement | 28e |

## Sa version anglaiseOne Love To Give
Positions dans les charts étrangers de One Love To Give :
| Classement (1986) | Meilleure position | Nombre de semaine dans le Top |
| ----------------- | ------------------ | ----------------------------- |
| Allemagne         | 10                 | 12 semaines                   |
| Suède             | 1                  | 5 semaines                    |